# Cleomenes micarius
Cleomenes micarius là một loài bọ cánh cứng trong họ Cerambycidae.